# Panchkula
Panchkula, ufficialmente Panchkula Urban Estate ("tenuta urbana di Panchkula"), è una città dell'India di 140.992 abitanti, capoluogo del distretto di Panchkula, nello stato federato dell'Haryana. In base al numero di abitanti la città rientra nella classe I (da 100.000 persone in su).

## Geografia fisica
La città è situata a 30° 45' 26 N e 76° 52' 47 E e in pratica costituisce un sobborgo di Chandigarh.

## Società

### Evoluzione demografica
Al censimento del 2001 la popolazione di Panchkula assommava a 140.992 persone, delle quali 75.925 maschi e 65.067 femmine. I bambini di età inferiore o uguale ai sei anni assommavano a 17.449, dei quali 9.603 maschi e 7.846 femmine. Infine, coloro che erano in grado di saper almeno leggere e scrivere erano 105.172, dei quali 58.513 maschi e 46.659 femmine.